# HD 43848
HD 43848 är en stjärna belägen i den mellersta delen av stjärnbilden Duvan. Den har en skenbar magnitud av ca 8,65 och kräver åtminstone en stark handkikare eller ett mindre teleskop för att kunna observeras. Baserat på parallaxmätning inom Hipparcosuppdraget på ca 26,4 mas, beräknas den befinna sig på ett avstånd på ca 123 ljusår (ca 38 parsek) från solen.

## Egenskaper
HD 43848 är en orange till gul underjättestjärna av spektralklass K2 IV Den har en massa som är ca 0,94 solmassor, radie som är ca 0,87 solradier och har ca 56 procent av solens utstrålning av energi från dess fotosfär vid en effektiv temperatur på ca 5 200 K.
I oktober 2008 visade mätningar av radialhastighet med MIKE-Echelle-spektrografen på 6,5-m Magellan II (Clay)-teleskopet  på en närvaro av en följeslagare med en massa av minst 25 Jupitermassor, som kretsar kring stjärnan. Efter att den ursprungligen antagits vara en brun dvärg, visade astrometriska mätningar att objektets verkliga massa är 120+167-43 Jupitermassor, vilket antyder att den troligen är en röd dvärgstjärna.